# Ajinomoto
Ajinomoto Co., Inc. (українською вимовляється Аджіномото компані інцорпоратед, яп. 味の素 Аджіномото:) — японська харчова та біотехнологічна корпорація, яка виробляє приправи, кулінарні масла, заморожені продукти, напої, підсолоджувачі, амінокислоти та фармацевтичні препарати. AJI-NO-MOTO (味の素, «сутність смаку») — торгова назва фірмового оригінального продукту глутамат натрію. Головний офіс корпорації знаходиться в місті Чюо, Токіо. Станом на 2017 рік, Ajinomoto працює в 35 країнах, штат її працівників приблизно 32 734 людини.